# Comité para el Ejercicio de los Derechos Inalienables del Pueblo Palestino
El Comité para el Ejercicio de los Derechos Inalienables del Pueblo Palestino (CEIRPP en sus siglas inglesas) se fundó en 1975 tras la aprobación de la resolución 3376 de la Asamblea General de las Naciones Unidas con el objetivo de formular que diese la capacidad al pueblo palestino de ejercer su derecho inalienable a la autodeterminación y a la soberanía, así como el derecho de los refugiados palestinos al retorno.
En los últimos años la Asamblea General ha pedido al Comité que controle la situación en la que se encuentra la situación palestina y que realice recomendaciones a la Asamblea General, al Consejo de Seguridad y al Secretario General.  El Comité continúa defendiendo la realización de los derechos inalienables del pueblo palestino, promoviendo una solución justa para el conflicto palestino-israelí y movilizando fondos para la asistencia a los palestinos. Apoya con firmeza la solución de dos Estados, Israel y Palestina, viviendo uno junto al otro con fronteras seguras y reconocidas. El Comité organiza conferencias y reuniones internacionales en diversas regiones del mundo, reuniendo a representantes de distintos gobiernos, organismos supranacionales y organizaciones civiles, así como agencias y entidades de las Naciones Unidas, académicos, medios de comunicación y otros.   
Cuando el mandato del Comité se amplió, la ONU estableció la División por los Derechos Palestinos (UNDPR en sus siglas inglesas) para que funcionase como su secretariado. Esta agencia consta del Presidente del Comité, cinco vicepresidentes y el Relator.
Junto con la División por los Derechos Palestinos, el Comité organiza actividades conmemorativas del Día Internacional de Solidaridad con el Pueblo Palestino, que se celebra anualmente el 29 de noviembre. Este día internacional conmemora la aprobación de la Resolución 181 (II) de la Asamblea General de las Naciones Unidas en 1947, que establecía la partición del Mandato británico de Palestina a dos Estados: uno árabe y uno judío. 

## Miembros del comité y observadores
El Comité para el Ejercicio de los Derechos Inalienables del Pueblo Palestino está compuesto por 26 miembros y 24 estados de observadores.  Los Estados miembros son Afganistán , Bielorrusia, Bolivia, Cuba, Chipre, Guinea, Guyana, India, Indonesia, el Lao la república Democrática de las personas, Madagascar, Malasia, Malí, Malta, Namibia, Nicaragua, Nigeria, Pakistán, Senegal, Sierra Leona, Sudáfrica, Túnez, Turquía, Ucrania y Venezuela.
Los estados observadores son Argelia, Bangladés, Bulgaria, China, Egipto, Irak, Jordania, Kuwait, Líbano, Libia, Mauritania, Marruecos, Níger, Catar, Arabia Saudí, Sri Lanka, la República Árabe Siria, los Emiratos Árabes Unidos, Vietnam y Yemen, así como la Unión Africana (UA), la Liga Árabe (LA), la Organización de la Conferencia Islámica (OCI) y el Estado de Palestina.